# Pharmacien ampurdan ne cherchant absolument rien
 (juillet 2020).
Si vous disposez d'ouvrages ou d'articles de référence ou si vous connaissez des sites web de qualité traitant du thème abordé ici, merci de compléter l'article en donnant les références utiles à sa vérifiabilité et en les liant à la section « Notes et références ».
La peinture intitulée Pharmacien ampurdan ne cherchant absolument rien réalisée par Salvador Dalí en 1936 est surtout connue pour son lien étroit avec une œuvre produite un an plus tard par le peintre, Construction molle aux haricots bouillis. Aussi appelée Mélancolie diurne, cette peinture à l'huile sur toile représente un homme seul, désemparé, dans un paysage désertique.